# Виньоль (Коррез)
Виньо́ль (фр. Vignols, окс. Vinhòls) — коммуна во Франции, находится в регионе Лимузен. Департамент — Коррез. Входит в состав кантона Жюийак. Округ коммуны — Брив-ла-Гайярд.
Код INSEE коммуны — 19286.
Коммуна расположена приблизительно в 400 км к югу от Парижа, в 60 км южнее Лиможа, в 30 км к западу от Тюля.

## Население
Население коммуны на 2008 год составляло 576 человек.
| 1962 | 1968 | 1975 | 1982 | 1990 | 1999 | 2008 |
| ---- | ---- | ---- | ---- | ---- | ---- | ---- |
| 609  | 655  | 587  | 605  | 582  | 563  | 576  |

## Администрация
| Период | Период | Фамилия         | Партия | Примечания |
| ------ | ------ | --------------- | ------ | ---------- |
| 1959   | 1971   | Альбер Парво    |        |            |
| 1971   | 1989   | Луи Валлад      |        |            |
| 1989   | 2008   | Жан-Пьер Массья |        |            |
| 2008   |        | Реймон Паньон   |        |            |

## Экономика
В 2007 году среди 332 человек в трудоспособном возрасте (15-64 лет) 250 были экономически активными, 82 — неактивными (показатель активности — 75,3 %, в 1999 году было 72,3 %). Из 250 активных работали 226 человек (117 мужчин и 109 женщин), безработных было 24 (12 мужчин и 12 женщин). Среди 82 неактивных 21 человек были учениками или студентами, 40 — пенсионерами, 21 были неактивными по другим причинам.

## Достопримечательности
- Церковь XIII века. Памятник истории с 1927 года[3]

## Фотогалерея

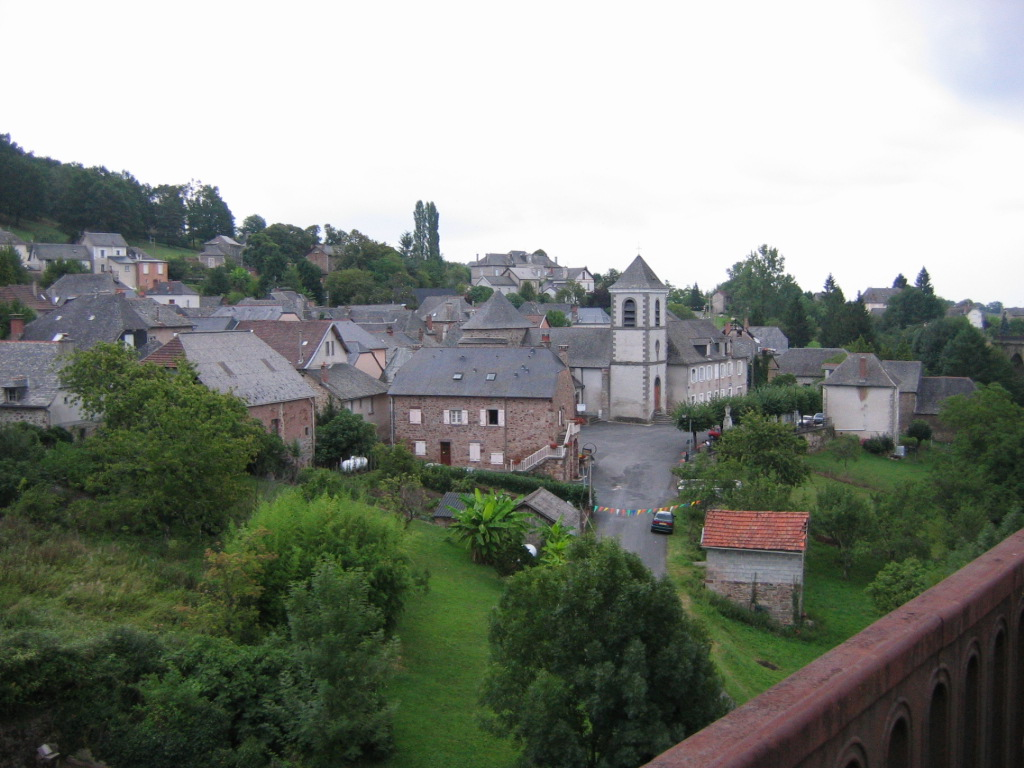
Виньоль
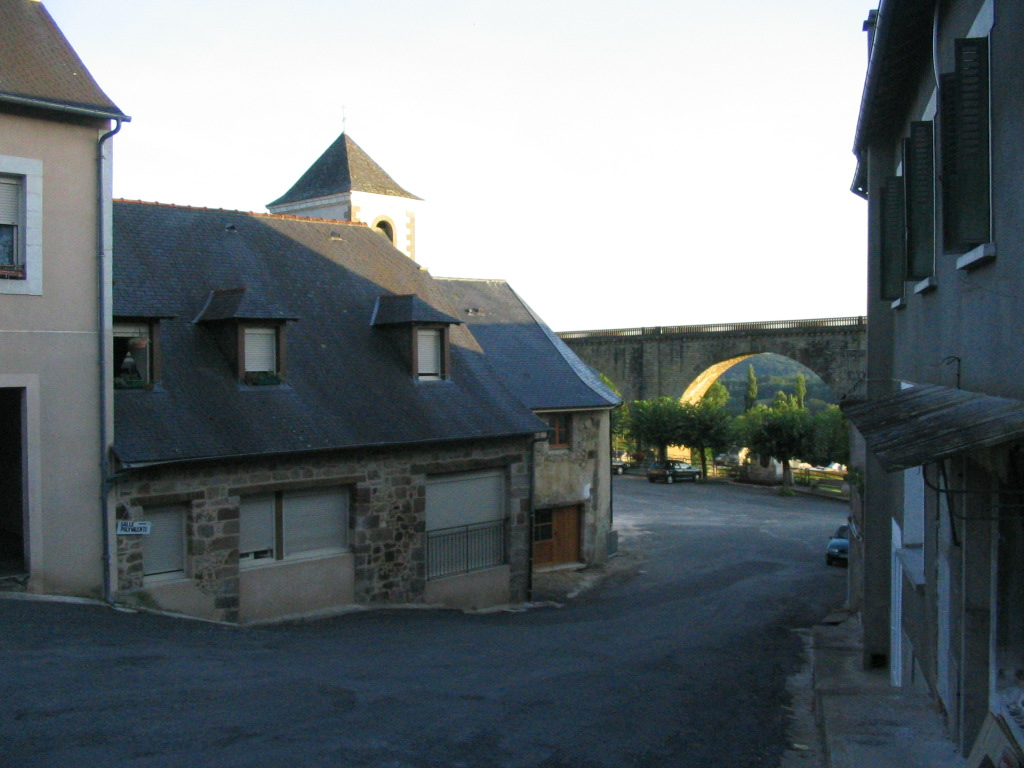
Виньоль и виадук
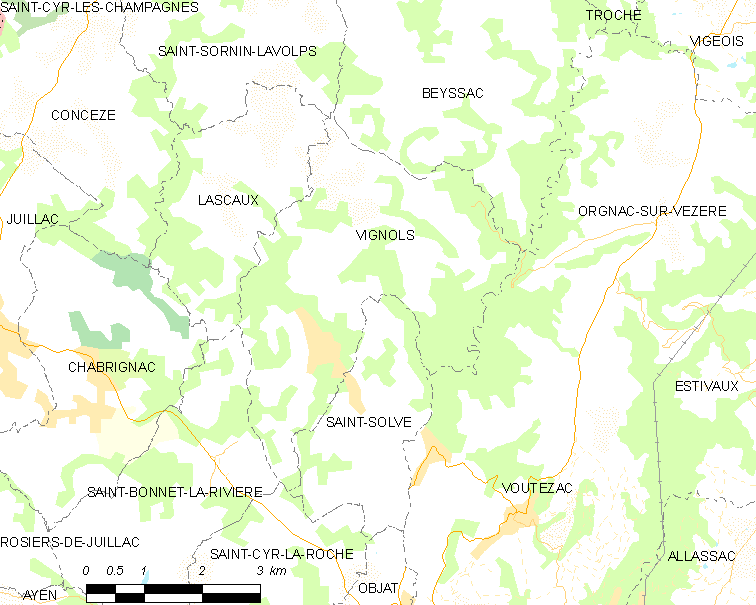
Карта коммуны